# Championnats d'Afrique d'haltérophilie 2006
Navigation
Édition précédente Édition suivante
Les championnats d'Afrique d'haltérophilie 2006 sont la 18e édition des championnats d'Afrique d'haltérophilie. Ils se déroulent du 23 au 30 août 2006 à Casablanca au Maroc.

## Médaillés

### Hommes
- Majeti Fetrie (en) (Ghana) est médaillé d'argent et double médaillé de bronze dans la catégorie des moins de 85 kg[2].
- Nii Darko Dodoo (Ghana) est médaillé de bronze[2].
- Daniel Darku (Ghana) est médaillé de bronze dans la catégorie des moins de 52 kg[2].

### Femmes
- Dora Afi Abotsi (en) (Ghana) est médaillée de bronze dans la catégorie des moins de 48 kg[2].
- Loubaba Ben Chouba (Tunisie) est médaillée[3].